# Magyar Kultúra és Örökség Alapítvány
A Magyar Kultúra és Örökség Alapítvány (angolul Hungarian Culture and Heritage Society) 2011. május 3-án született Kubánda Attila és Fátyol István Olivér alapításával azzal az elképzeléssel, hogy létrehozzanak egy olyan közösséget, amellyel népszerűsíteni tudják a magyar kultúrát Európa legnagyobb multikulturális fővárosában, Londonban.
Hivatalosan bejegyzésre 2013. július 22-én került a Charity Commission által angol nyelven Hungarian Culture and Heritage Society néven és mára ez a közösség az Egyesült Királyságban legtöbb tagot számláló londoni magyar szervezeteket összefogó alapítványa.
Kubánda Attila alapító tag és menyasszonya, Katalin azonban mindezt már nem láthatja, mivel 2012. július 27-én tragikus autóbalesetben mind a ketten életüket vesztették.
Ahogy évről évre nő a nyugat-európai magyar diaszpóra létszáma, úgy az angliai magyar közösség számára is egyre nagyobb igénye van a minőségi magyar kulturális programok szervezésére a sziget országban.
Manapság az alapítvány évi több mint 70 magyar kulturális eseményt rendez.

## Egyesületek az alapítványon belül

### Hunique Dance Ensemble
A Hunique Néptáncegyüttes 2008-ban alakult Tóth Gabriella vezetésével, az együttes tőle kapta ezt a nevet
Tagjai Londonban és környékén élő magyar anyanyelvű fiatalok. Jelenleg Acsai Boldizsár és Dudás Anita a csoport vezetők, Anita mint koreográfus is nagy szerepet játszik az együttes életében. Boldizsár irányítása alatt a néptáncegyüttes teljesen megújult és hírneve közismertté vált nem csak a magyar közösség számára az Egyesült Királyságban.
Az alapítvány és a néptáncegyüttes 2013. szeptember 23-án úgy döntött, hogy egyesülve, közösen folytatják munkájukat.
Tevékenységeik között a következő irányok játszanak főszerepet:
- Néptáncegyüttes
- Táncház
- Néptánc oktatás
- Néptánc tábor

Tizedik évfordulójuk alkalmából a londoni Shaw Theatre-ben óriási show-műsort rendeztek Spectacular Hungarian Dance Show néven.

### Angliai Magyar Versmondó Egyesület
Hagyományőrző és közösségformáló tevékenységek bővítéseként 2017 januárjában megalakult az alapítványon belül az Angliai Magyar Versmondók Egyesülete, amely célul tűzte ki az anyanyelv ápolását, életben tartását az Egyesült Királyságban élő magyarok között és eltökélt szándéka a magyar irodalom terjesztése nem csak a fiatalok, hanem az idősebb generáció körében is.
Az egyesület elnöke Verbászi Betty Radnóti-díjas előadóművész.

### HC&HS Családi Nap
A 2011-ben életre hívott egyesület a családi napok szervezésének kezdeményezése az évek során a magyar kultúrát népszerűsítő és a magyar gyökerek megőrzéséről gondoskodó programsorozattá nőtte ki magát. A családi napok vezéralakja Gyügyei Erika, aki jelentős tapasztalattal rendelkezik a szociológia és gyermeknevelés területén. 
A HC&HS Családi Napok fő elemei:
- Kézműves és Gasztronómia vásárok
- Gyerek Koncertek
- Kézműves foglalkozások
- Gyermek és Családi Programok
- Sport vetélkedők

A Családi Nap 2016-2017-ben élte fénykorát, akkor évi 8 rendezvény volt megszervezve szerte Londonban, ez a szám 2019-re egyetlen nagyobb alkalomra esett, mikor Mikulás ünnepségen belül koncertek, vásár és kézműves foglalkozások vannak.

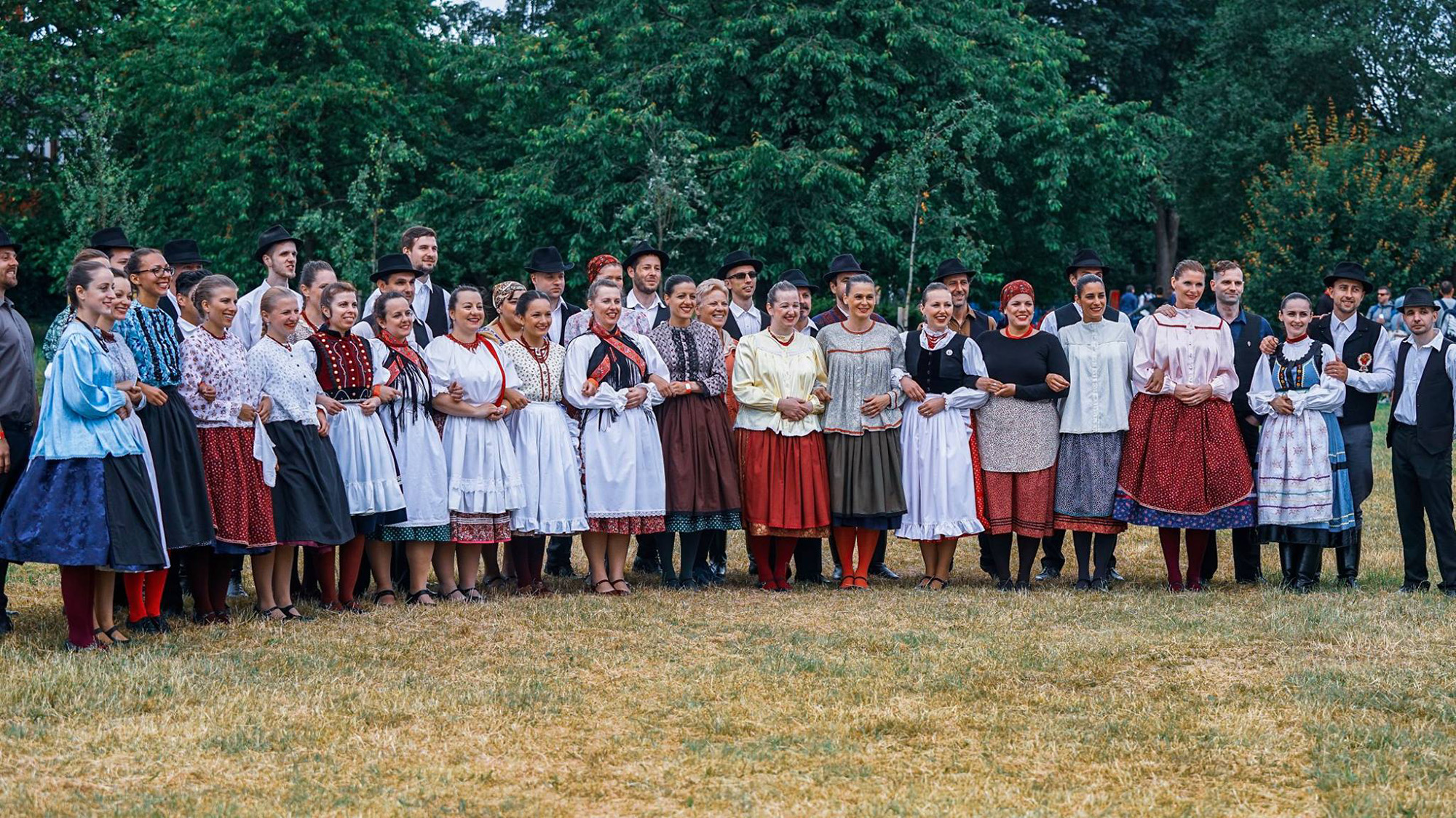
Néptáncosok a Magyar Kultúra Napján. London 2018.

## Fesztiválok
- 2019 – Magyar Folklór Napja
- 2018 – III. Magyar Kultúra Napja
- 2017 – Magyar Néptánc Napja Londonban
- 2016 – II. Magyar Kultúra Napja
- 2015 – I. Magyar Kultúra Napja
- 2013 – Lovas Hétvége Londonban
- 2011 – Ealingi Őszi Fesztivál, The Ealing Autumn Festival 2011 – Genius of Hungary – Liszt Ferenc

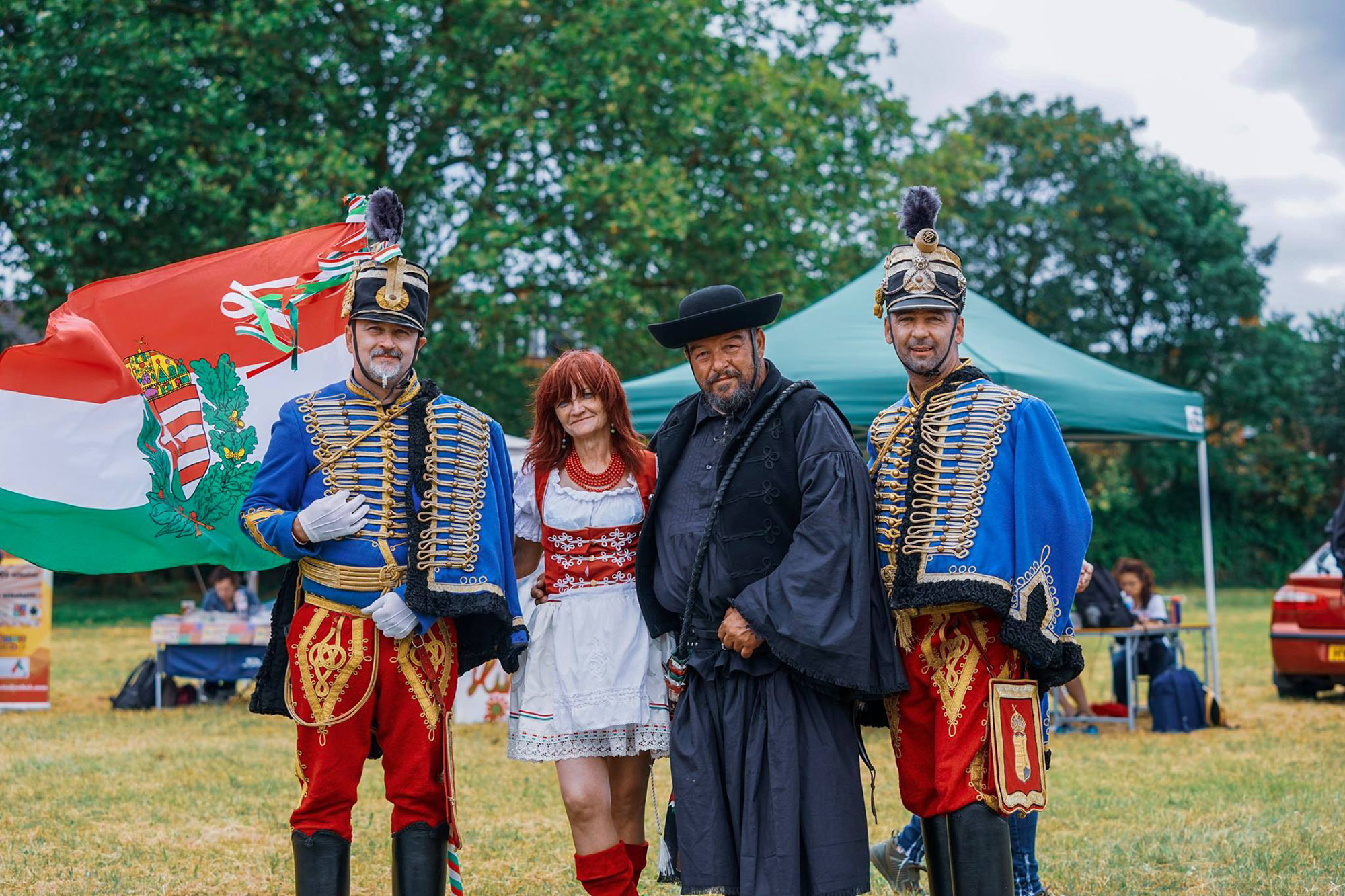
Huszárok és betyár a mátkájával a Magyar Kultúra Napján. London 2018

A fesztiválok sikereihez nagy mértékben hozzájárul Lusánszky Anita munkássága, aki a kezdetektől nagyon fontos szerepet játszik az alapítvány életében. Az alapítvány titkáraként azon túl, hogy hozzájárul az alapítvány programjainak népszerűsítéséhez, reklámozásához és az adminisztrációs feladatok elvégzéséhez, több olyan sikeres pályázatért felelős, amelyek a szervezet fejlődése szempontjából kulcsfontosságúak.
Az alapítvány által rendezett fesztiválok a legnagyobb magyar rendezvényeknek számítanak az Egyesült Királyságban.

## Kiadványok
- Magyar kultúra és örökség alapítvány 2011-2018
 Archiválva 2021. december 9-i dátummal a Wayback Machine-ben

## Média megjelenések

### Magyarul
- Aberdeeni Magyarok http://aberdeenimagyarok.co.uk/kozelet/hungarian-culture-day-magyar-kultura-napja-londonban/%5B%5D
- Forest&Ray – Magyar Fogorvos Londonban -blog https://magyar-fogorvos-londonban.co.uk/blog/magyar-porond/magyar-kultura-es-orokseg-alapitvany.html
- tarisznya.com – blog https://tarisznya.com/anglia/magyar-kultura-napja-londonban/
- Népszava https://nepszava.hu/3024413_brit-fovaros-magyar-szinekkel
- Kisalfold.hu https://www.kisalfold.hu/gyor-es-kornyeke/magyar-neptancoskent-londonban-5525767/%5B%5D
- Eszak.hu https://www.eszak.hu/helyi/2019/01/22/ovek-a-legtobb-magyar-program-a-hataron-tul/%5B%5D
- Eszakihirnok.com https://www.eszakhirnok.com/kultura/77915-2018-06-22-17-33-44.html#axzz666U6WQYo%5B%5D
- boon.hu https://boon.hu/helyi-kozelet/konyvet-irtak-a-londoni-magyarok-2262529/%5B%5D
- civilek.hu https://www.civilek.hu/hirek-osszes/angliai-magyar-versmondok-egyesuletenek/
- magyarszo.rs https://www.magyarszo.rs/hu/3654/hetvege/181776/Magyar-nyelven-sz%C3%B3l-a-vers-Londonban.htm
- hetnap.rs https://hetnap.rs/cikk/Az-Angliai-Magyar-Versmondok-Egyesuletenek-szuletese-26432.html
- Folkradio.hu https://folkradio.hu/hir/8577 [halott link]
- WE Magazin I. http://wemagazin.com/hirek/hirek-uk/magyarul-nem-csak-magyaroknak-hetvegen-indul-a-hungarian-culture-day.html Archiválva 2016. július 21-i dátummal a Wayback Machine-ben
- We Magazin II. http://wemagazin.com/kultura/ezt-ajanljuk-mi/a-magyar-kultura-napja-hungarian-culture-day-london-2018.html%5B%5D
- Hungliaonline.com https://hungliaonline.com/magyar-kulturalis-rendezvenyek-az-egyesult-kiralysagban/
- EM -bolg https://eletemmorzsai.wordpress.com/2018/06/20/iii-magyar-kultura-nap-londonban/

### Angolul
- Daily New Hungary https://dailynewshungary.com/hungarian-culture-in-london-things-to-do/
- Ealing Today http://www.ealingtoday.co.uk/default.asp?section=info&page=eahungary001.htm
- Alamy – Stock Photo London https://www.alamy.com/stock-photo-london-uk-19th-june-2016-hungarian-culture-and-heritage-society-host-106213630.html
- Krisztina Design – blog https://krisztinadesign.com/event/hungarian-folklore-day-2019-a-magyar-folklor-napja-londonban/%5B%5D
- Greenwich Community Directory https://www.greenwichcommunitydirectory.org.uk/kb5/greenwich/asch/service.page?id=KRzQJ2LbVAQ
- Aberdeeni magyarok https://web.archive.org/web/20160629033444/http://aberdeenimagyarok.co.uk/kozelet/promoting-hungarian-culture-in-central-london/
- Mazury.org.uk https://www.mazury.org.uk/mazurynews/mazuryhungariancultureday%5B%5D